# Примесон
Примесо́н — квазичастица, характеризующая поведения примесного атома в квантовых кристаллах. Вследствие большой амплитуды нулевых колебаний атомов в квантовых кристаллах любые точечные дефекты решётки, в том числе примесные атомы, при низких температурах делокализуются и превращаются в квазичастицы, практически свободно движущиеся через кристалл. Состояние примесона характеризуется квазиимпульсом {\displaystyle {\vec {p}}} и энергетическим спектром, имеющим зонную структуру.